# TSV Tempelhof-Mariendorf
Der TSV Tempelhof-Mariendorf e. V. 1899 ist ein Sportverein in Berlin, der überregional durch die Erfolge seiner Frauenhandballmannschaft bekannt wurde.

## Der Verein
Der TSV Tempelhof-Mariendorf wurde am 4. Oktober 1947 aus den drei in Berlin-Tempelhof und Berlin-Mariendorf beheimateten Vereinen MTV Mariendorf 1889, MTV Tempelhof 1894 und TSV Tempelhof 1892 gegründet. Der so entstandene Großverein besteht heute aus über 1300 Mitgliedern. Die Handballabteilung des Klubs hat sich im Jahre 1999 mit den Handballern von Blau-Weiss 90 Berlin zu einer Spielgemeinschaft „SG TMBW Berlin“ zusammengeschlossen. Die Volleyball-Frauen stiegen 2017 in die 3. Liga Nord auf und gewannen gleich in ihrer ersten Saison die Meisterschaft.
Neben der Handball- und Volleyballsparte gibt es im Verein Abteilungen Radsport, Gymnastik, Turnen, Tischtennis, Leichtathletik, Aerobic, Badminton und Prellball.

## Die Handballerinnen des TSV
Während es die TSV-Herren bislang auf lediglich ein Jahr Zugehörigkeit zur 2. Bundesliga (1986/87) brachten, können die Damen des Vereins auf eine größere Erfolgsgeschichte verweisen. Bei der Einführung der zweigleisigen Bundesliga 1975 waren die TSV-Handballerinnen zwar nicht dabei, dafür aber zählte man zehn Jahre später zu den Gründungsmitgliedern der 2. Bundesliga. 1987 hatte man auch im DHB-Pokal für Aufsehen gesorgt, als man bis in die Endrunde der besten Vier – erst- und letztmals wurde in der Saison 1986/87 der deutsche Pokalsieger in einer "Final-Four-Punkterunde" ermittelt – vorstieß und dort hinter Bayer Leverkusen und dem TV Lützellinden, aber vor dem 1. FC Nürnberg den dritten Platz belegte.
1989 schaffte man sogar den Aufstieg in die 1. Bundesliga und belegte hinter dem TV Lützellinden und Bayer Leverkusen auf Anhieb einen glänzenden dritten Platz. Eine Spielzeit später, in der Saison 1990/91, rutschte man zwar auf den siebten Platz (punktgleich und mit derselben Tordifferenz wie der Stadtrivale GutsMuths) ab, doch war der Klassenerhalt nie in Gefahr. Danach aber war das „Unternehmen Bundesliga“ beendet. Der Verein zog seine Mannschaft aus der Bundesliga zurück. Die Saison 1991/92 geriet auch für den Berliner Frauenhandball zu einem ganz dunklen Kapitel: Da auch der BVG 49 und der TSV GutsMuths die Klasse nicht halten konnten, mussten drei Berliner Vereine die deutsche Eliteliga verlassen.
In der Saison 2008/09 spielen die Herren innerhalb der 1999 gegründeten SG TMBW Berlin in der Oberliga Berlin-Brandenburg, die Damen werden in der Verbandsliga Berlin an den Start gehen.

## Die Bundesliga-Bilanz
| Saison  | Spielklasse | Platz | Spiele | Tore    | Diff. | Punkte |
| ------- | ----------- | ----- | ------ | ------- | ----- | ------ |
| 1985/86 | 2. BL Süd   | 5     | 16     | 243:260 | −17   | 16:16  |
| 1986/87 | 2. BL Süd   | 3     | 16     | 261:275 | −14   | 18:14  |
| 1987/88 | 2. BL Süd   | 4     | 18     | 343:299 | 44    | 23:13  |
| 1988/89 | 2. BL Süd   | 2     | 18     | 365:295 | 70    | 30:6   |
| 1989/90 | Bundesliga  | 3     | 22     | 472:450 | 22    | 27:17  |
| 1990/91 | Bundesliga  | 7     | 22     | 460:476 | −16   | 18:26  |
| 1991/92 | Bundesliga  | 11    | 0      | 0:0     | 0     | 0:0    |

|  | Aufstieg in die 1. Bundesliga |
|  | Abstieg aus der 1. Bundesliga |

## Größte Erfolge
- Aufstieg in die 1. Bundesliga 1989
- 3. Platz DHB-Pokal 1987 (als Zweitligist)
- Qualifikation für 2. Bundesliga 1985
- Berliner Meister (Halle) 1982, 1983, 1985
- Berliner Meister (Kleinfeld) 1980